# Altes Rathaus (Ludwigsstadt)

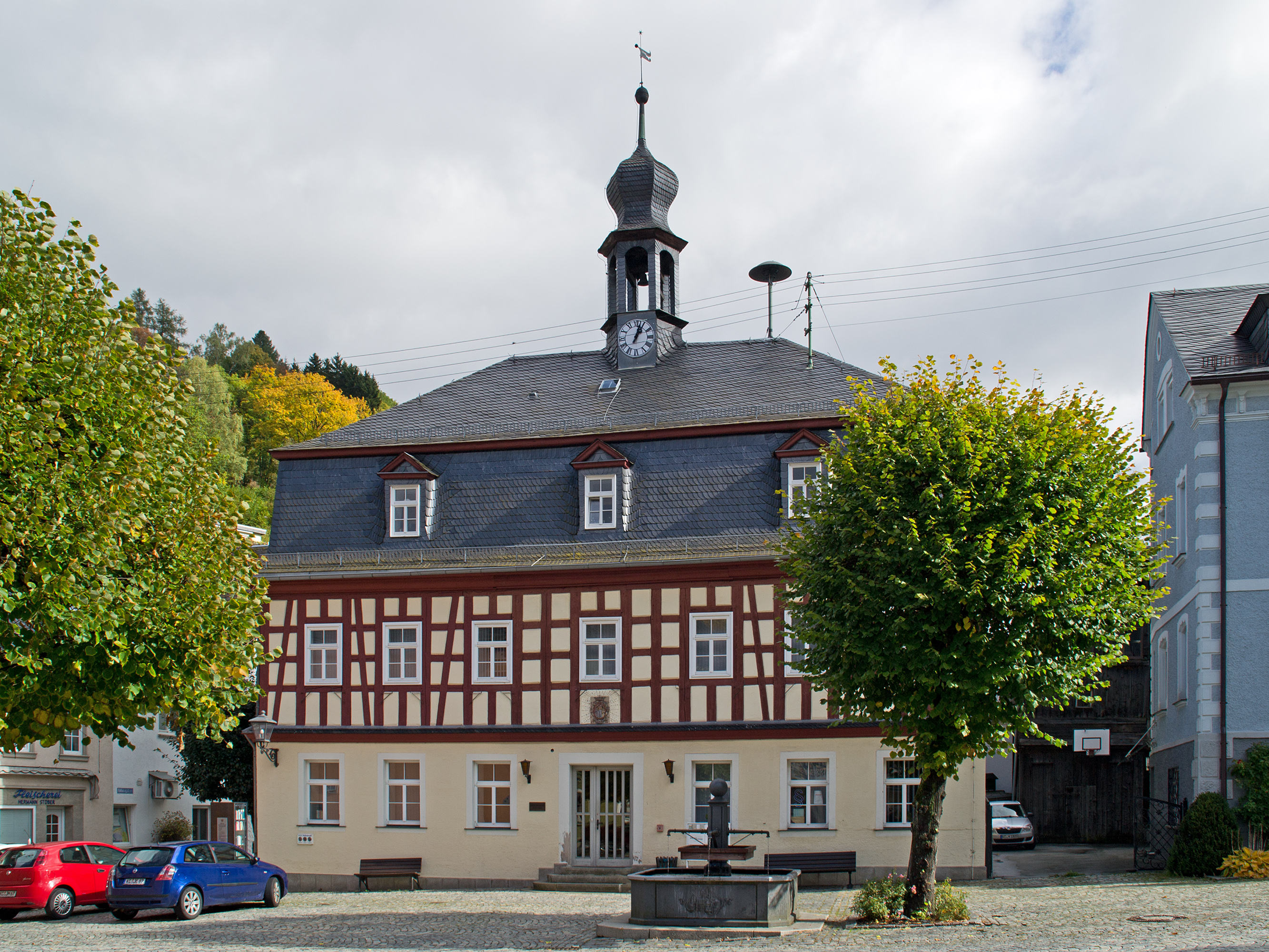
Altes Rathaus in Ludwigsstadt

Das Alte Rathaus in Ludwigsstadt, einer Stadt im oberfränkischen Landkreis Kronach in Bayern, wurde von 1746 bis 1749 errichtet. Das Rathaus am Marktplatz 1 ist ein geschütztes Baudenkmal. 
Der zweigeschossige Bau mit Fachwerkobergeschoss hat ein zur Hälfte abgewalmtes Mansarddach mit Schieferdeckung. Der sechseckige offene Dachreiter mit Uhr und Glocke wird von einer Haube mit Dachknauf und Wetterfahne bekrönt.